# Guaibasauridae
Guaibasauridae (лат.) — семейство примитивных ящеротазовых динозавров, известных по ископаемым остаткам из позднего триасового периода на территории современных Бразилии и Аргентины.

## Классификация
Точный состав и классификация Guaibasauridae остается неопределённой. Семейство первоначально было введено Хосе Бонапарте и его коллегами в 1999 году, содержало один род и один вид — Guaibasaurus candelariensis, и было вначале причислено к группе тероподов.
После второго найденного образца Guaibasaurus он был описан подробнее в 2007 году, что дало возможность сравнить его с другими малоизученными представителями ранних ящеротазовых динозавров, которых часто трудно классифицировать, поскольку они сочетают в себе характеристики двух основных групп ящеротазовых — тероподов и зауроподоморфов. Бонапарте и его коллеги, в свете информации, полученной от второго образца, пришли в выводу, что род Saturnalia (который анатомически очень похожи на Guaibasaurus) может быть также отнесён к Guaibasauridae.
При дальнейших исследованиях Бонапарте с коллегами обнаружили, что Guaibasauridae обладают чертами, более присущими тероподам, чем ранним зауроподоморфам (или «прозауроподам»). Из-за этого, в соответствии с исследованиями Бонапарте, Guaibasauridae, скорее всего, являются очень ранней базальной группой, находящейся на вершине филогенетической схемы, ведущей к завроподоморфам или группе общих предков зауроподоморфов и тероподов. Кроме того, авторы интерпретируют это как доказательство того, что общий предок обеих линий ящеротазовых динозавров был ближе по типу к тероподам, чем к прозауроподам.
По классификации M. D. Ezcurra (2010) семейство включает в себя подсемейство Saturnaliinae, содержащее два рода — Chromogisaurus и Saturnalia.

### Таксономия
Таксономическая таблица приводится по Ezcurra (2010):
- Подотряд: Sauropodomorpha
  - Семейство: Guaibasauridae
    - Род: Agnosphitys
    - Род: Guaibasaurus
    - Род: Panphagia
    - Подсемейство: Saturnaliinae
      - Род: Chromogisaurus
      - Род: Saturnalia